# 16807 Terasako
16807 Terasako este un asteroid din centura principală de asteroizi.

## Descriere
16807 Terasako este un asteroid din centura principală de asteroizi. A fost descoperit pe 12 octombrie 1997 la Kuma Kogen de Akimasa Nakamura. Asteroidul prezintă o orbită caracterizată de o semiaxă mare de 2,28 ua, o excentricitate de 0,10 și o înclinație de 4,3° în raport cu ecliptica.